# 广惠寺华塔

38°07′54″N 114°33′57″E / 38.13167°N 114.56583°E
广惠寺华塔，又名广惠寺花塔、广惠寺多宝塔，位于中华人民共和国河北省石家庄市正定县广惠路，是一座4层八角形华塔。该塔始建于唐代，重修于金代大定年间。整座塔下方3层为楼阁式，第一层和第二层有阶梯，第三层内的塔心室供奉有2尊佛像。第四层为花束形塔身，上有力士、象、狮、菩萨等造像。中华民国时期，该塔下方的4座套室在战火中被毁。1961年，广惠寺华塔被列为全国重点文物保护单位。1999年，广惠寺华塔维修工程竣工，整体基本恢复原貌。

## 历史

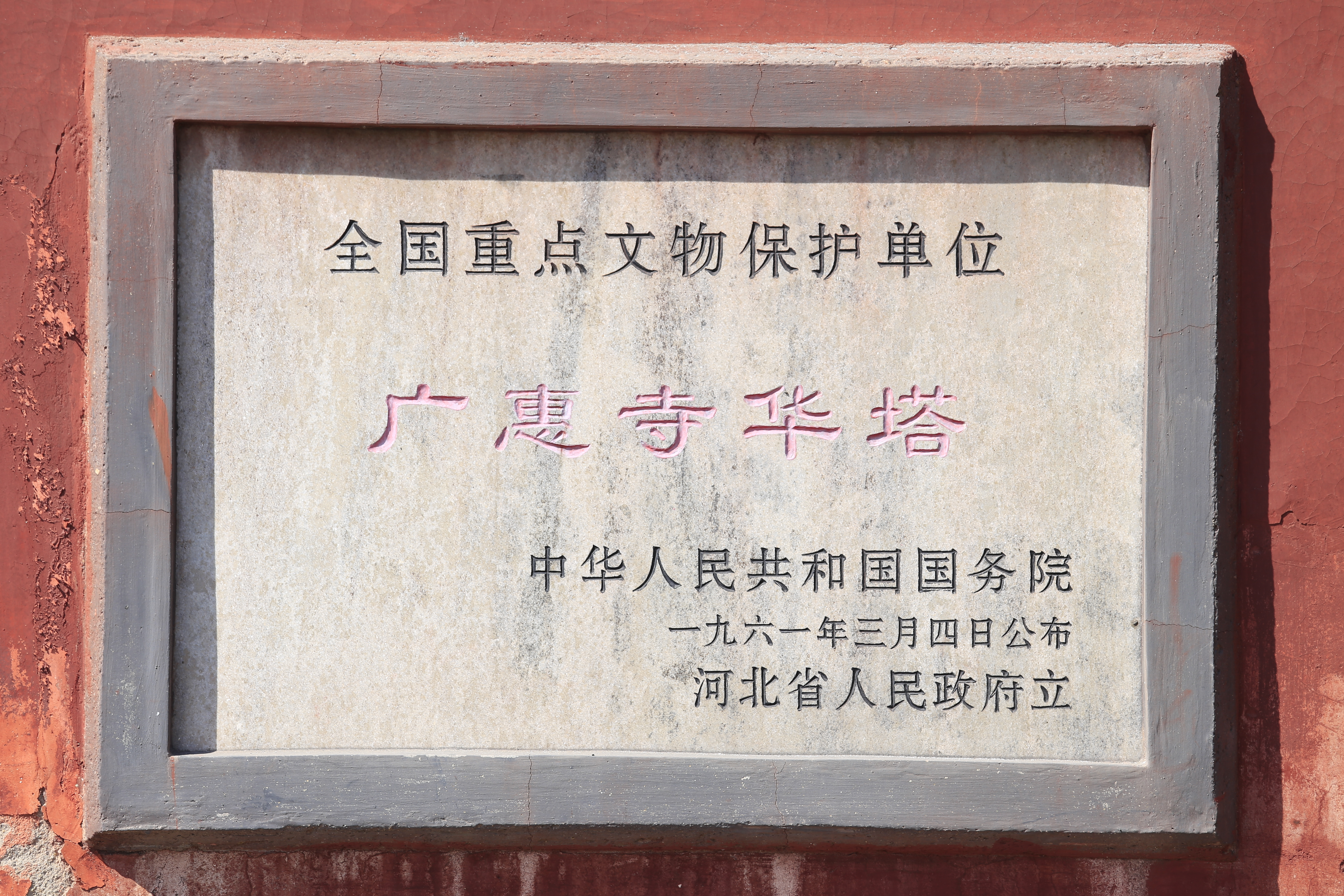
广慧寺华塔文物标志牌

广惠寺华塔，也称广惠寺花塔、广惠寺多宝塔，因其造型类似花束而被称为华塔:182。原属于广惠寺内，该寺始建于唐代贞元年间（785-804年）:107。关于广惠寺华塔的始建年代有很多中记载，其中有说法认为该塔始建于唐高祖李渊在位时期；有说法认为该塔始建于十六国时期，在唐朝有修缮，金朝皇统年间被毁，大定年间得以重修；还有说法认为该塔建于隋代或唐代。而根据塔的形制和建筑风格，最终中华人民共和国国务院在1961年公布的第一批全国重点文物保护单位名单中采信了“塔于金代重建”的说法。明清两代时，广惠寺香火颇旺，在明代时该塔曾经先后两次重修，其中一次在正统年间。清朝末年，广惠寺逐渐荒废，其建筑遗址已经被近现代建筑覆盖，寺内独存广惠寺华塔。中华民国时期，广惠寺华塔下的4座套室在战火中全部被毁，仅余主塔部分。1994年至1999年，广惠寺华塔被全面维修，基本恢复了原貌。在这次修塔过程中，工作人员还发现了2处太平兴国四年（979年）和1处熙宁十年（1071年）的题刻，其中太平兴国四年的题刻根据内容均可确定为游人题刻，继而确定该塔的始建年代不会晚于北宋。

## 结构
广惠寺华塔位于河北省正定县广惠路，是一座四层八角形楼阁式华塔。该塔坐北朝南，通体砖制，高40.5米。
第一层塔身平面为八角形，正东、正西、正南、正北四个方向外壁塔身每面3间，正中均开有可以直通塔室的门，其中北门正对着可登上二楼的阶梯；东北、东南、西北、西南四个方向各建有一座与塔相连的六角形扁平单层套室。套室呈亭阁状，顶部为青瓦，塔身和套室的顶檐下均有砖制斗拱。:107-108:72
第二层塔身平面为正八角形，外壁每面各开3间，正东、正西、正南、正北四面正中间开有龛门，龛门旁有格子假窗；东南、东北、西南、西北四面正中各开有直棂假窗，两旁各有一扇格子假窗。第二层塔身上方有砖制斗拱，承托塔檐。塔檐上方为八角形平座，平座上方为第三层塔身。第二层的塔室为回廊型结构，从第一层阶梯可登至第二层南面回廊，回廊内侧开有2个小佛龛。第二层的回廊西侧可以顺台阶从三层外回廊北门传出，并顺着外回廊从南门进入第三层塔室。:107-108:72
第三层塔身相比第二层塔身大幅内收，使得第二层塔身顶部形成一个宽大平座，并在外围围有一圈栏杆。第三层塔身仅在正南面辟有方门，正东、正西和正北三面均为假门，顶部为塔檐，塔檐上方为第四层塔身。从南门可以进入塔室内部，塔室为八角形，在北墙上有砖砌佛坛，长3.06米，宽1.3米，高0.39米，内有2尊唐代佛像。2尊佛像坐北朝南，各供奉于一个束腰佛座上，两个佛座并排排列。两座束腰基本相同，均为汉白玉材质，分别由上枋、束腰、下枋三部分组成，两个上枋的四个侧面均有铭文，其中记载两尊佛像均为唐代造像，于贞元十一年（795年）移至广惠寺华塔中。两尊佛形态大致相同，头部和右臂均已丢失，左手和右足均有残损。左侧佛连座高152厘米、像残高75厘米、双膝间最宽81厘米；右侧佛连座高155厘米、像残高78厘米、双膝间最宽82厘米。两尊佛的体态均略显壮硕，肩部宽平，颈部有三道蚕节纹。颈部挂有佛珠，身披袈裟，右肩袒露，结跏趺坐。左手结定印并平置于腹前。袈裟覆盖双腿，双足裸露。二尊佛背后的双肩中部、腰部和须弥座后部的两角处均凿有长方形卯孔。此外，东侧佛一侧的南侧、北侧和东侧内墙上各有一座龛，分别有一座弹奏阮咸的伎乐造像、一座吹笙伎乐造像和一座弹竖箜篌造像。西侧佛一侧的南侧、北侧和东侧内墙上各开有一座龛，分别为一尊弹琵琶伎乐造像、一座吹笙伎乐造像和一座吹埙伎乐造像。:107-108:182
第四层为华塔的花束形塔身部分，整体呈八角形但向上收分，各类造型共有8种，呈八角八面八层交叉分布：第一层的八角位置各有一个力士造像；第二层在八面正中各有一个吼头；第三层在八角位置各有一尊站立状的狮子，八面正中则各有一座方形小塔；第四层在八面正中各有一尊站立状的大象，八个转角处则各有一尊方塔；第五层在八个转角处各有一尊佛像；第六层八个正面为仰莲，转角处各有一尊方塔；第七层的八个正面各有一座方塔；第八层的八个正面各有一尊菩萨造像。该层塔身上原有彩画，基本全部剥落。第四层塔身顶部为砖制斗拱和椽、飞和枋子，最上方为八角形的塔檐。塔檐上方为塔刹，现仅余刹杆。:107-108:72

## 保护
1961年，广惠寺华塔被列为全国重点文物保护单位。1981年时，正定县文物管理所曾对广惠寺华塔进行加固，并加固了底层外侧的墙体，但相关的加固材料在20世纪90年代初已经失去作用并大部分剥落。1994年，国家文物局批准对广惠寺华塔进行加固修复工程，河北省古代建筑保护研究所承接了该工程。1999年，该修复工作完成，整个修复工作当中重建了底部的4个套室，补全了第四层塔身外的造像，但塔刹没有实物佐证而无法进一步修复。2006年，一卷手抄《地藏菩萨本愿经》被安放于广惠寺华塔的塔顶内。2015年3月，有犯罪分子试图通过挖掘地道的方式挖通广惠寺华塔下方，进而盗掘华塔内可能存在的地宫内的文物，最终公安机关在其得手之前将案件破获，并抓获所有案犯。